# کارولینه هرشل
کارولینه لوکرتسیا هرشل (به آلمانی: Caroline Lucretia Herschel) (زاده ۱۷۵۰ - درگذشته ۱۸۴۸) ستاره‌شناس آلمانی بود که سهم قابل توجهی در کشفیات چند ستاره دنباله‌دار، از جمله دنباله‌دار «P۳۵/هرشل-ریگولت» که نام او را دربردارد بر عهده داشت. کارولینه خواهر ویلیام هرشل ستاره‌شناس نامدار بود و در طول زندگی خود با او کار کرد.

## زندگی‌نامه
در ۱۶ مارس ۱۷۵۰ در هانوفر آلمان به دنیا آمد. ابتدا آوازه‌خوان حرفه‌ای بود ولی اندک اندک با برادرش به ستاره‌شناسی روی آورد.
او در ده سالگی به بیماری تیفوس مبتلا شد و به دلیل بیماری، رشدش به شدت تحت تاثیر قرار گرفت و قدش هرگز  از ۱۳۰ سانتی متر بلندتر نشد. همچنین بینایی چشم چپش را به دلیل بیماری از دست داد. خانواده اش تصور کردند به خاطر نقص جسمانی بهتر است به جای تحصیل یا ازدواج، او را برای حرفه ی خدمتکاری تعلیم دهند و آماده کنند ولی پدرش گاه به دور از چشم مادرش در منزل به او درس می داد.
پس از آن که برادرش ویلیام هرشل به انگلستان رفت، او نیز چند سال بعد در ۱۷۷۲ به برادرش در انگلستان پیوست. او ابتدا مسئولیت کارهای منزل ویلیام را برعهده گرفت و مدتی به خوانندگی و نوازندگی روی آورد. 

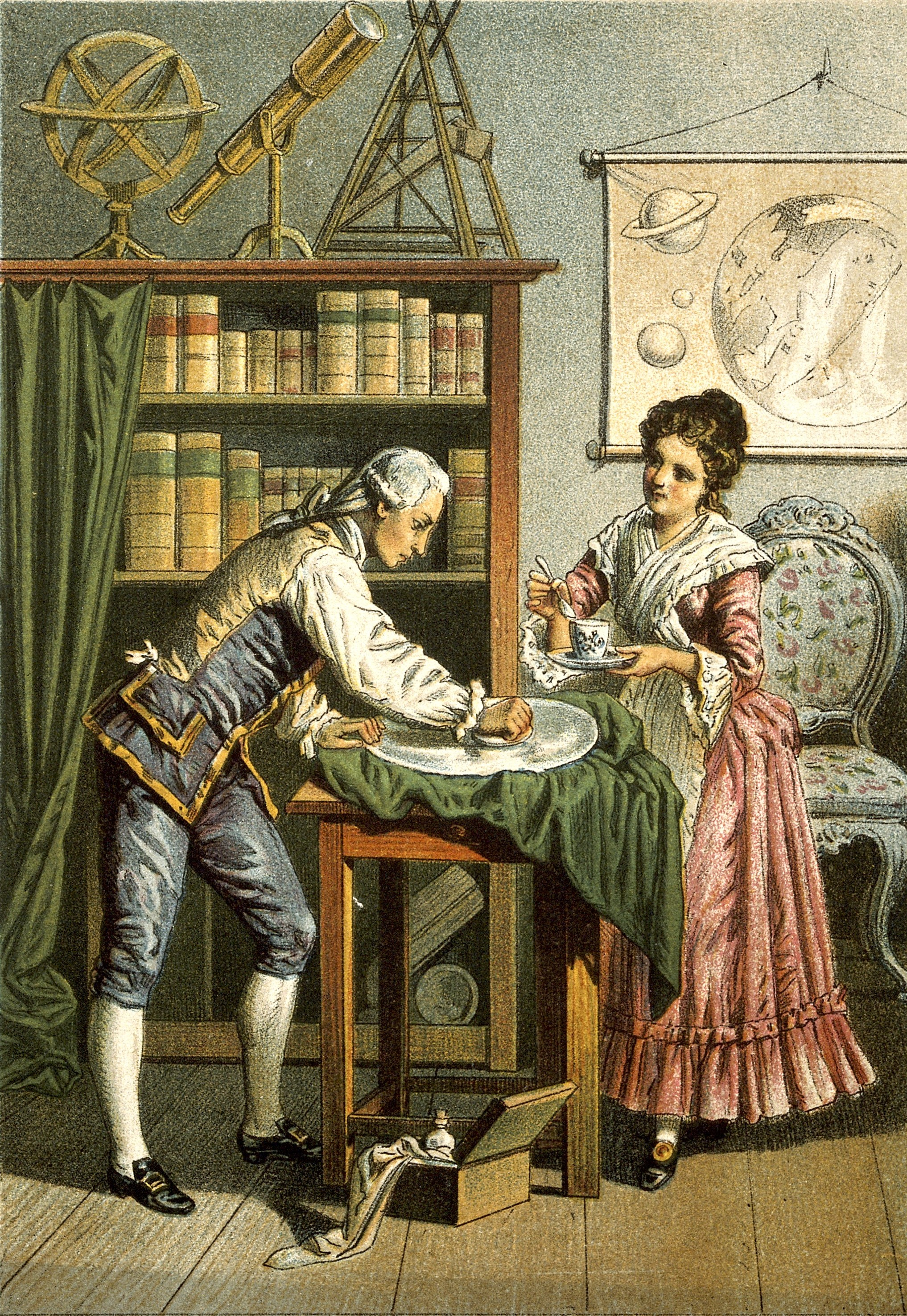
ویلیام و کارولینه هرشل

هنگامی که برادرش ویلیام به اخترشناسی علاقمند شد، کارولینه نیز در این زمینه برادرش را همراهی کرد. ویلیام تلسکوپ مخصوص خود را ساخت و لنزهای تلسکوپ را با دست خود سایید چون به کیفیت لنزهایی که خریده بود اعتماد نداشت. ویلیام در سال ۱۷۸۱ سیاره ی اورانوس را با استفاده از تلسکوپ خود کشف کرد.
کارولینه با تکیه بر تلاش خود توانست در زمینه ی اخترشناسی پیشرفت کند و نام خود را به عنوان یک اخترشناس زن در تاریخ ثبت کند، او ۸ ستاره ی دنباله دار و چند سحابی را کشف کرد.
در سال ۱۷۸۷ زمانی که حتی مردان دانشمند هم به ندرت موفق می شدند بابت تحقیقاتشان از طرف دولت حقوق ثابتی دریافت کنند،  برای کارولینه سالانه مبلغ ۵۰ پوند به عنوان حقوق در نظر گرفته شد. این اولین بار بود که کارولینه توانست درآمدی از آن خود داشته باشد.
پس از مرگ ویلیام، کارولینه به شدت در سوگ و اندوه فرورفت و تصمیم گرفت به آلمان برگردد و سرانجام در ۹ ژانویه ۱۸۴۸ در ۹۷ سالگی در زادگاه خود درگذشت.

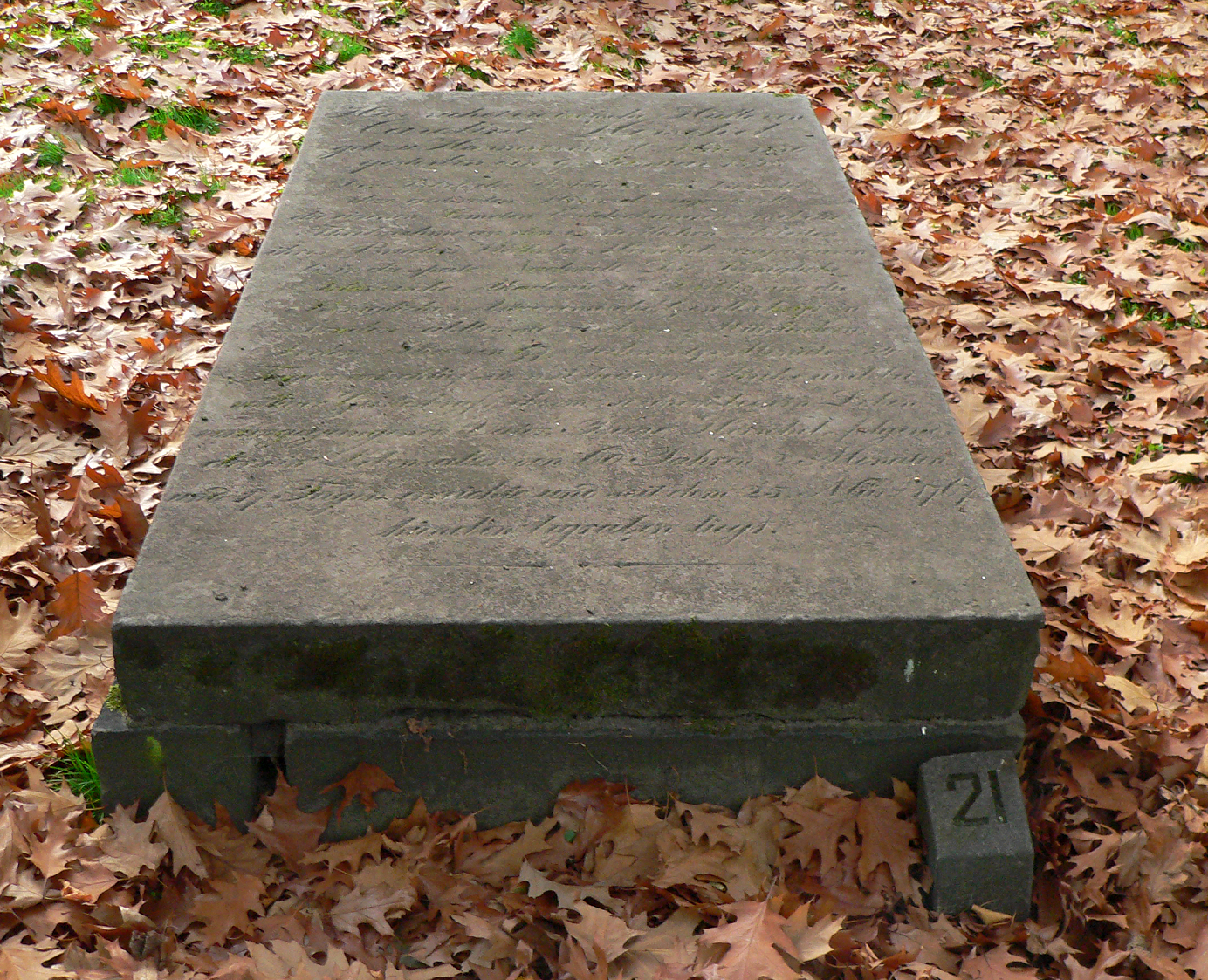
مقبره ی کارولینه هرشل در هانوفر

یک سیارک به نام asteroid 281 Lucretia و یکی از چاله های روی ماه C. Herschel به یاد او نامگذاری شده اند.
موتور جستجوی گوگل روز شانزدهم مارس ۲۰۱۶ میلادی، لوگوی گوگل دودل خود را به مناسبت ۲۶۶مین سالگرد تولد او تغییر داد.